# جاي لي
جاي لي (بالإنجليزية: Jae Lee)‏ هو فنان قصص مصورة أمريكي كوري. عمل في عدة شركات نشر مثل مارفل كومكس ودي سي كومكس. عمل على عدة عناوين في سلسلة برج الظلام المستندة على روايات سلسلة برج الظلام لستيفن كينغ. فاز بجائزة إيسنر سنة 1999 لأفضل سلسلة جديدة.